# International Obfuscated C Code Contest
IOCCC (от англ. International Obfuscated C Code Contest — «Международный Конкурс запутывания кода на Си») — конкурс программирования, в котором задачей участников является написание максимально запутанного кода на языке Си, с соблюдением ограничений на размер исходного кода. Конкурс IOCCC проводится ежегодно с 1984 года, за исключением 1997, 1999, 2002 и 2003 годов.

## История
В 2004 году победителем конкурса стала графическая многозадачная операционная система с поддержкой клавиатуры, мыши, примитивной оконной подсистемой, поддержкой файловой системы, возможностью запускать ELF-программы. В поставку системы входит просмотрщик текстовых файлов, а также рудиментарный командный интерпретатор. Исходный код системы вместе с приложениями имеет размер около 3,5 килобайт.
Среди других программ победителей: различные виды Куайн-программ, компилятор языка Си, способный скомпилировать сам себя, предсказатель фаз луны, и т. п.

## Примеры
Пример программы, 1988 год:
```
main
(
argc
,
 
argv
)

int
 
argc
;

char
 
**
argv
;

{

  
while
 
(
*
argv
 
!=
 
argv
[
1
]
 
&&
 
(
*
argv
 
=
 
argv
[
1
])
 
&&
 
(
argc
 
=
 
0
)
 
||
 
(
*++
argv

    
&&
 
(
**
argv
 
&&
 
((
++
argc
)[
*
argv
]
 
&&
 
(
**
argv
 
<=
 
argc
[
*
argv
]
 
||

    
(
**
argv
 
+=
 
argc
[
*
argv
]
 
-=
 
**
argv
 
=
 
argc
[
*
argv
]
 
-
 
**
argv
))
 
&&

    
--
argv
 
||
 
putchar
(
**
argv
)
 
&&
 
++*
argv
--
)
 
||
 
putchar
(
10
))));

}

```